# Grüner Tisch

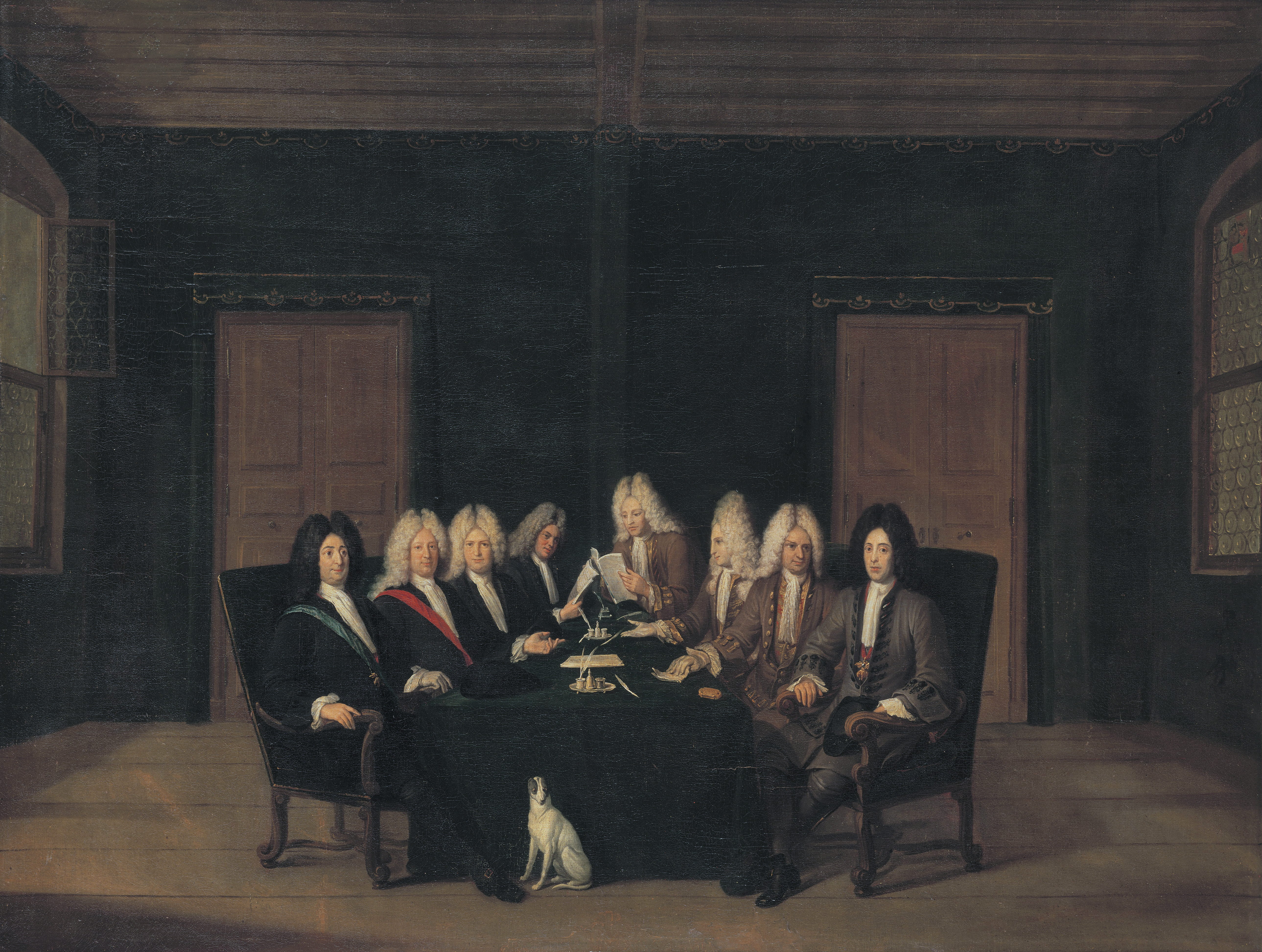
Friedenskongress in Baden (1714), Gemälde von Johann Rudolf Huber

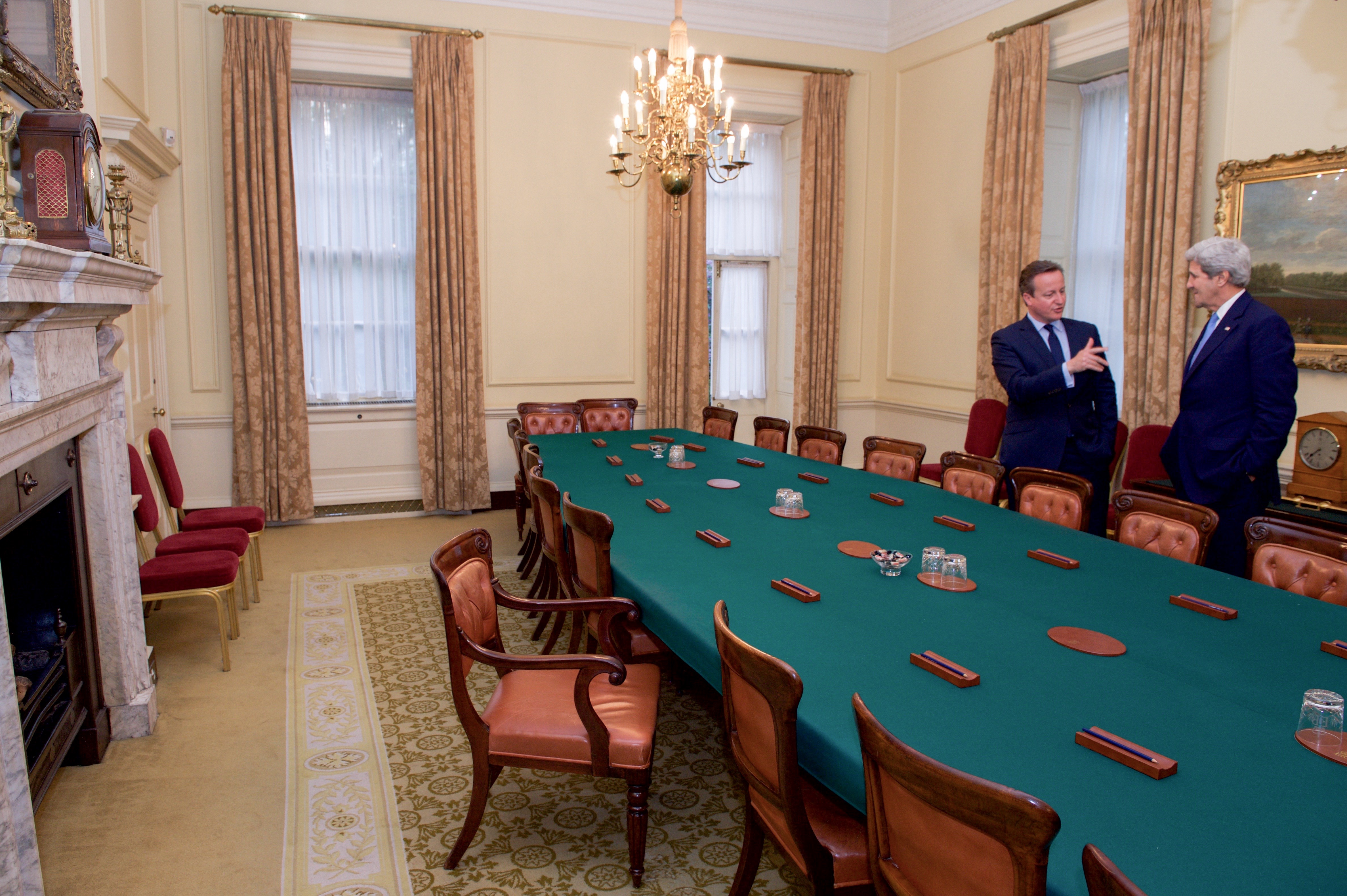
David Cameron und John Kerry am Kabinettstisch an der Downing Street 10 (2016)

Der sprichwörtliche grüne Tisch ist Bestandteil der Redewendung „etwas am grünen Tisch entscheiden“. Eine Entscheidung am „grünen Tisch“ ist eine bürokratische Entscheidung mit wenig Bezug zur Realität oder zur Praxis. Unter Umständen ist die Praxistauglichkeit einer solchen Entscheidung zunächst noch gar nicht absehbar.
Besonders im Sportjournalismus ist häufig von Entscheidungen am grünen Tisch die Rede: Hier werden juristische Entscheidungen von Verbandsgerichten so bezeichnet, beispielsweise die Festlegung eines Ergebnisses nach Abbruch eines Fußballspiels.

## Herkunft der Redewendung
Das Duden-Herkunftswörterbuch sagt dazu, „dass die Verhandlungstische früher oft mit grünem Leder oder Tuch bezogen waren“. Duden online gibt als Erläuterung an, dass „die Beratungstische der Behörden“ „früher häufig grün bezogen“ waren. Nach einer verbreiteten Erklärung soll die Redewendung speziell auf den Verhandlungstisch im kurfürstlichen Nebenzimmer des Reichstagssaals in Regensburg (heute Reichstagsmuseum im alten Rathaus von Regensburg) zurückgehen.
Gerichte tagten ursprünglich im Freien, auf offener Reichsstraße (siehe Thing). In der frühen Neuzeit bei Vereidigungen oder Urteilsverkündungen in den Rathäusern wurde durch Öffnen der Fenster und Aufstellen von Gräser- und Blumengestecken dieses Verfahren aufrechterhalten. Beides ist für Bern belegt. Die Verhandlung am grünen Tisch ist die Verhandlung auf neutralem Boden. Grün ist in der Liturgie eine neutrale Farbe. In der Heraldik spielt grün eine weitgehend untergeordnete Rolle und eignet sich daher bei Friedensverhandlungen.
Grüne Tischdecken und Tischbezüge, Polster und Teppiche haben sich in den Vereinigten Staaten, in Großbritannien (und Commonwealth), in Deutschland, Österreich und Schweiz in Parlamenten, Gerichtssälen, Rats- und Sitzungszimmern erhalten.